# Trần Linh công
Trần Linh công (chữ Hán: 陳靈公; trị vì: 613 TCN - 599 TCN), tên thật là Quy Bình Quốc (媯平國), là vị vua thứ 19 của nước Trần – chư hầu nhà Chu trong lịch sử Trung Quốc.

## Quan hệ với chư hầu
Trần Linh công là con của Trần Cung công – vua thứ 18 nước Trần. Năm 614 TCN, Cung công mất, Quy Bình Quốc lên nối ngôi, tức là Trần Linh công.
Năm 610 TCN, Trần Linh công lại hội binh với quân Tấn, Vệ, Trịnh đi đánh Tống vì Tống Văn công giết anh là Chiêu công cướp ngôi. Nhưng sau đó liên quân chấp nhận vua mới nước Tống và rút quân.
Năm 608 TCN, Sở Trang vương huy động nước Trịnh cùng mang quân đánh nước Trần và nước Tống vì cớ Trần Linh công dự hội thề với nước Tấn. Tướng Triệu Thuẫn nước Tấn mang quân đi cứu nước Trần, Tống. Sau khi giải vây, quân Sở và Trịnh phải rút. Trần Linh công lại hội binh với Tấn và Tống cùng đánh Trịnh. Tướng Sở là Vỉ Giả cứu Trịnh, bắt được tướng Tấn là Giải Dương. Quân Tấn phải rút lui.
Mùa hè năm 607 TCN, Trần Linh công theo đại phu Triệu Thuẫn nước Tấn hợp binh các nước Tống, Vệ cùng đánh Trịnh. Tướng Sở là Đấu Tiêu đóng quân cứu Trịnh. Liên quân phải rút về.
Năm 600 TCN, Sở Trang vương mang quân đánh Trần, chiếm ấp Thành. Trần Linh công sợ hãi, xin thần phục nước Sở. Vua Sở rút quân. Nước Tấn bèn hội quân chư hầu Tống, Vệ, Trịnh, Tào đánh Trần. Trần Linh công lại xin theo Tấn.

## Tư thông và bị hại
Trần Linh công cùng các đại phu Khổng Ninh và Nghi Hàng Phủ thông dâm với Hạ Cơ – vợ góa của người em họ Linh công là công tôn Hạ Ngự Thúc. Mỗi người được Hạ cơ tặng 1 chiếc áo lót, đều mang ra trước triều đình đùa cợt. Quan đại phu Tiết Dã can ngăn Trần Linh công không nên việc xấu đó. Trần Linh công nói sẽ sửa lỗi, nhưng lại đồng tình cho phép Nghi Hàng Phủ và Khổng Ninh giết Tiết Dã. Hai người bèn đi giết chết Tiết Dã.
Năm 599 TCN, Trần Linh công cùng Khổng Ninh và Nghi Hàng Phủ lại cùng đến nhà Hạ Cơ uống rượu. Ba người nói chuyện đùa cợt, nói động tới con trai Hạ cơ là Hạ Trưng Thư (hay Hạ Chinh Thư). Hạ Trưng Thư nghe được rất căm tức, định bụng giết Trần Linh công. Khi ông từ trong đi ra, Trưng Thư thủ sẵn cung tên, nấp trong chuồng ngựa bắn. Trần Linh công trúng tên chết. Khổng Ninh và Nghi Hàng Phủ sợ hãi bỏ chạy sang nước Sở. Con Linh công là thế tử Quy Ngọ bỏ chạy sang nước Tấn.
Trần Linh công ở ngôi được 15 năm. Hạ Trưng Thư tự lập làm vua nước Trần.